# Herodotos (Bildhauer)
Herodotos (altgriechisch Ἡρόδοτος Hēródotos) war ein griechischer Bildhauer, dessen Schaffenszeit um das Jahr 300 v. Chr. vermutet wird.
Herodotos ist heute nur noch von der Inschrift auf einer Statuenbasis bekannt, die in Theben gefunden wurde. Es wird angenommen, dass er auch in Theben wirkte. Maurice Holleaux hatte den Bildhauernamen in der Inschrift zunächst falsch als Herodoros gelesen. Theoretisch möglich, aber bisher von niemandem erwogen, ist eine Gleichsetzung mit einem Bildhauer Herodotos von Olynth.